# Liste des monuments historiques d'Eure-et-Loir

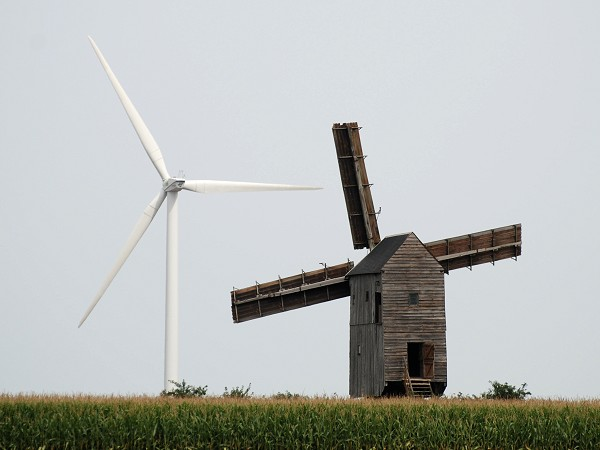
Moulin à vent de Levesville-la-Chenard - 1790 ; 1860.

Cet article recense les monuments historiques d'Eure-et-Loir, en France.

## Statistiques
Au 21 juillet 2025, le département d'Eure-et-Loir compte 389 édifices comportant au moins une protection au titre des monuments historiques, dont 145 sont classés et 266 sont inscrits. Le total des monuments classés et inscrits est supérieur au nombre total de monuments protégés car plusieurs d'entre eux sont à la fois classés et inscrits.
Le graphique suivant résume le nombre d'actes de protection par décennie (ou par année avant 1880) :

## Liste illustrée
- Haut – A
- B
- C
- D
- E
- F
- G
- H
- I
- J
- K
- L
- M
- N
- O
- P
- Q
- R
- S
- T
- U
- V
- W
- X
- Y
- Z

| Monument | Commune                        | Adresse                                                                                      | Coordonnées                                                       | Notice                                                            | Protection                                                        | Date                                                              | Illustration |
| --- | ------------------------------ | -------------------------------------------------------------------------------------------- | ----------------------------------------------------------------- | ----------------------------------------------------------------- | ----------------------------------------------------------------- | ----------------------------------------------------------------- | --- |
| Château d'Abondant | Abondant                       |                                                                                              | 48° 47′ 02″ nord, 1° 26′ 13″ est                                  | « PA00096950 »                                                    | Inscrit                                                           | 1928                                                              | Château d'Abondant |
| Pavillon du Carré ou Pavillon de chasse de la forêt de Dreux                                                                         | Abondant                       |                                                                                              | 48° 48′ 21″ nord, 1° 24′ 24″ est                                  | « PA00096951 »                                                    | Classé                                                            | 1969                                                              | Pavillon du Carréou Pavillon de chasse de la forêt de Dreux                                                                          |
| Polissoirs d'Abondant | Abondant                       | Dans le canton de Sorel et de la Forêt de Dreux, à 1 km de la ferme brûlée                   | 48° 49′ 07″ nord, 1° 22′ 25″ est                                  | « PA00096952 »                                                    | Classé                                                            | 1925                                                              | Polissoirs d'Abondant |
| Château d'Alluyes | Alluyes                        |                                                                                              | 48° 13′ 44″ nord, 1° 21′ 45″ est                                  | « PA00096954 »                                                    | Inscrit Classé                                                    | 1925 1980                                                         | Château d'Alluyes |
| Église Notre-Dame d'Alluyes | Alluyes                        |                                                                                              | 48° 13′ 49″ nord, 1° 21′ 53″ est                                  | « PA00132558 »                                                    | Classé                                                            | 1994                                                              | Église Notre-Dame d'Alluyes |
| Château d'Anet | Anet                           |                                                                                              | 48° 51′ 29″ nord, 1° 26′ 19″ est                                  | « PA00096955 »                                                    | Classé                                                            | 1993                                                              | Château d'Anet |
| Croix de cimetière d'Anet | Anet                           |                                                                                              | 48° 51′ 13″ nord, 1° 26′ 20″ est                                  | « PA00096956 »                                                    | Classé                                                            | 1921                                                              | Croix de cimetière d'Anet |
| Église Saint-Cyr-et-Sainte-Julitte d'Anet                                                                                            | Anet                           |                                                                                              | 48° 51′ 14″ nord, 1° 26′ 20″ est                                  | « PA00096957 »                                                    | Classé                                                            | 1960                                                              | Église Saint-Cyr-et-Sainte-Julitte d'Anet                                                                                            |
| Château d'Oursières | Argenvilliers                  |                                                                                              | 48° 15′ 17″ nord, 0° 57′ 32″ est                                  | « PA00096958 »                                                    | Inscrit                                                           | 1989                                                              | Image manquante Téléverser |
| Église Saint-Éloi d'Aunay-sous-Auneau                                                                                                | Aunay-sous-Auneau              |                                                                                              | 48° 26′ 26″ nord, 1° 48′ 44″ est                                  | « PA00096960 »                                                    | Classé                                                            | 1909                                                              | Église Saint-Éloi d'Aunay-sous-Auneau                                                                                                |
| Église Saint-Rémy d'Auneau | Auneau-Bleury-Saint-Symphorien | Auneau                                                                                       | 48° 28′ 00″ nord, 1° 46′ 04″ est                                  | « PA00096961 »                                                    | Inscrit                                                           | 1967                                                              | Église Saint-Rémy d'Auneau |
| Tour d'Auneau | Auneau-Bleury-Saint-Symphorien | Auneau                                                                                       | 48° 27′ 45″ nord, 1° 46′ 40″ est                                  | « PA00096962 »                                                    | Inscrit                                                           | 1927                                                              | Tour d'Auneau |
| Église Saint-Martin de Bleury | Auneau-Bleury-Saint-Symphorien | Bleury                                                                                       | 48° 31′ 14″ nord, 1° 44′ 51″ est                                  | « PA28000027 »                                                    | Inscrit                                                           | 2007                                                              | Église Saint-Martin de Bleury |
| Pierre tombale De Léonor de Lars, Dame de Saint-Sec                                                                                  | Auneau-Bleury-Saint-Symphorien | Église Saint-Martin de Bleury                                                                | 48° 31′ 14″ nord, 1° 44′ 51″ est                                  | « PA00097251 »                                                    | Classé                                                            | 1904                                                              | Image manquante Téléverser |
| Église Notre-Dame de Villevillon | Les Autels-Villevillon         | Route de la Chapelle-Royale                                                                  | 48° 10′ 27″ nord, 0° 59′ 47″ est                                  | « PA28000021 »                                                    | Inscrit                                                           | 2006                                                              | Église Notre-Dame de Villevillon |
| | Autheuil                       | Voir liste des monuments historiques de Cloyes-les-Trois-Rivières                            | Voir liste des monuments historiques de Cloyes-les-Trois-Rivières | Voir liste des monuments historiques de Cloyes-les-Trois-Rivières | Voir liste des monuments historiques de Cloyes-les-Trois-Rivières | Voir liste des monuments historiques de Cloyes-les-Trois-Rivières | Voir liste des monuments historiques de Cloyes-les-Trois-Rivières                                                                    |
| Église Saint-Thomas de Soizé | Authon-du-Perche               | Rue Saint-Thomas, Soizé                                                                      | 48° 10′ 06″ nord, 0° 53′ 03″ est                                  | « PA28000037 »                                                    | Inscrit                                                           | 2012                                                              | Église Saint-Thomas de Soizé |
| Église Saint-Martin de Bailleau-sous-Gallardon                                                                                       | Bailleau-Armenonville          |                                                                                              | 48° 31′ 54″ nord, 1° 39′ 12″ est                                  | « PA00096964 »                                                    | Classé                                                            | 1942                                                              | Église Saint-Martin de Bailleau-sous-Gallardon                                                                                       |
| Château de Levesville | Bailleau-l'Évêque              |                                                                                              | 48° 29′ 25″ nord, 1° 23′ 49″ est                                  | « PA00096965 »                                                    | Inscrit                                                           | 1976                                                              | Château de Levesville |
| Château de Barjouville Prestrière de Moineaux                                                                                        | Barjouville                    | Moineaux                                                                                     | 48° 24′ 24″ nord, 1° 28′ 41″ est                                  | « PA00132559 »                                                    | Inscrit                                                           | 1994                                                              | Château de BarjouvillePrestrière de Moineaux                                                                                         |
| Église Saint-Jean-Baptiste de La Bazoche-Gouet                                                                                       | La Bazoche-Gouet               |                                                                                              | 48° 08′ 17″ nord, 0° 58′ 49″ est                                  | « PA00096967 »                                                    | Classé                                                            | 1907                                                              | Église Saint-Jean-Baptiste de La Bazoche-Gouet                                                                                       |
| Moulin à vent Richard | Bazoches-en-Dunois             |                                                                                              | 48° 06′ 29″ nord, 1° 33′ 50″ est                                  | « PA00096966 »                                                    | Inscrit                                                           | 1988                                                              | Moulin à vent Richard |
| Manoir des Cailleaux | Beaumont-les-Autels            |                                                                                              | 48° 15′ 17″ nord, 0° 57′ 32″ est                                  | « PA28000019 »                                                    | Inscrit                                                           | 2005                                                              | Image manquante Téléverser |
| Église Saint-Martin de Beauvilliers                                                                                                  | Beauvilliers                   |                                                                                              | 48° 17′ 51″ nord, 1° 39′ 24″ est                                  | « PA00096968 »                                                    | Classé                                                            | 1928                                                              | Église Saint-Martin de Beauvilliers                                                                                                  |
| Éolienne de Berchères-les-Pierres | Berchères-les-Pierres          | 1 rue du Lavoir                                                                              | 48° 23′ 13″ nord, 1° 33′ 18″ est                                  | « PA00125349 »                                                    | Inscrit                                                           | 1993                                                              | Éolienne de Berchères-les-Pierres |
| Canal de l'Eure Entonnoir et tunnel « L'Arche de la Vallée »                                                                         | Berchères-Saint-Germain        |                                                                                              | 48° 32′ 46″ nord, 1° 29′ 24″ est                                  | « PA00096969 »                                                    | Inscrit                                                           | 1934                                                              | Canal de l'EureEntonnoir et tunnel« L'Arche de la Vallée »                                                                           |
| Château de Herces | Berchères-sur-Vesgre           | rue du Château                                                                               | 48° 50′ 21″ nord, 1° 32′ 52″ est                                  | « PA00096970 »                                                    | Inscrit Classé                                                    | 1950 1955                                                         | Château de Herces |
| Menhir de la Ville-l'Évêque | Berchères-sur-Vesgre           | Lieu-dit le Bois de la Butte                                                                 | 48° 50′ 59″ nord, 1° 34′ 00″ est                                  | « PA00096971 »                                                    | Classé                                                            | 1887                                                              | Menhir de la Ville-l'Évêque |
| Église Saint-Sulpice de Bérou-la-Mulotière                                                                                           | Bérou-la-Mulotière             |                                                                                              | 48° 44′ 46″ nord, 1° 02′ 54″ est                                  | « PA28000026 »                                                    | classé                                                            | 2013                                                              | Église Saint-Sulpice de Bérou-la-Mulotière                                                                                           |
| Château de Baronville | Béville-le-Comte               | C.D. 130                                                                                     | 48° 26′ 53″ nord, 1° 43′ 52″ est                                  | « PA00096972 »                                                    | Inscrit                                                           | 1985                                                              | Château de Baronville |
| Église Notre-Dame de Boissy-en-Drouais                                                                                               | Boissy-en-Drouais              |                                                                                              | 48° 43′ 43″ nord, 1° 15′ 44″ est                                  | « PA00096974 »                                                    | Inscrit                                                           | 1927                                                              | Église Notre-Dame de Boissy-en-Drouais                                                                                               |
| Abbaye Saint-Florentin de Bonneval                                                                                                   | Bonneval                       |                                                                                              | 48° 10′ 40″ nord, 1° 23′ 05″ est                                  | « PA00096975 »                                                    | Classé                                                            | 1883                                                              | Abbaye Saint-Florentin de Bonneval                                                                                                   |
| Église Notre-Dame de Bonneval | Bonneval                       |                                                                                              | 48° 10′ 53″ nord, 1° 23′ 12″ est                                  | « PA00096977 »                                                    | Classé                                                            | 1954                                                              | Église Notre-Dame de Bonneval |
| Ensemble bâti et cour | Bonneval                       |                                                                                              | 48° 10′ 52″ nord, 1° 23′ 14″ est                                  | « PA28000040 »                                                    | Inscrit                                                           | 2016                                                              | Image manquante Téléverser |
| Fortifications de Bonneval | Bonneval                       |                                                                                              | 48° 10′ 58″ nord, 1° 23′ 09″ est                                  | « PA00096978 »                                                    | Inscrit                                                           | 1927                                                              | Fortifications de Bonneval |
| Hôtel de la Lanterne | Bonneval                       | 5 rue Billault                                                                               | 48° 10′ 52″ nord, 1° 23′ 17″ est                                  | « PA00096980 »                                                    | Inscrit                                                           | 1971                                                              | Image manquante Téléverser |
| Justice de paix de Bonneval | Bonneval                       |                                                                                              | 48° 10′ 53″ nord, 1° 23′ 07″ est                                  | « PA00096976 »                                                    | Classé                                                            | 1965                                                              | Justice de paix de Bonneval |
| Cave de la maison gothique | Bonneval                       |                                                                                              | 48° 10′ 57″ nord, 1° 23′ 11″ est                                  | « PA28000041 »                                                    | Inscrit                                                           | 2017                                                              | Image manquante Téléverser |
| Maison du Dauphin | Bonneval                       | Rue Hérisson 2 rue Billault                                                                  | 48° 10′ 50″ nord, 1° 23′ 17″ est                                  | « PA00096979 »                                                    | Inscrit                                                           | 1971                                                              | Maison du Dauphin |
| Moulin de Couture | Bonneval                       |                                                                                              | 48° 11′ 02″ nord, 1° 22′ 26″ est                                  | « PA28000042 »                                                    | Inscrit                                                           | 2017                                                              | Image manquante Téléverser |
| Portes de Bonneval | Bonneval                       |                                                                                              | 48° 10′ 56″ nord, 1° 23′ 05″ est                                  | « PA00096981 »                                                    | Inscrit                                                           | 1927                                                              | Portes de Bonneval |
| Château de Bouglainval | Bouglainval                    | 2 rue de Valpinçon                                                                           | 48° 33′ 59″ nord, 1° 30′ 31″ est                                  | « PA28000023 »                                                    | Inscrit                                                           | 2006                                                              | Château de Bouglainval |
| Château du Boullay-Thierry | Le Boullay-Thierry             |                                                                                              | 48° 38′ 14″ nord, 1° 25′ 54″ est                                  | « PA28000028 »                                                    | Inscrit                                                           | 2007                                                              | Château du Boullay-Thierry |
| Église Saint-Lubin du Boullay-Thierry                                                                                                | Le Boullay-Thierry             | Place de l'Église                                                                            | 48° 38′ 13″ nord, 1° 25′ 57″ est                                  | « PA28000029 »                                                    | Inscrit                                                           | 2007                                                              | Église Saint-Lubin du Boullay-Thierry                                                                                                |
| Moulin du Mesnil-sur-Opton | Boutigny-Prouais               |                                                                                              | 48° 45′ 06″ nord, 1° 36′ 30″ est                                  | « PA00096982 »                                                    | Inscrit                                                           | 1969                                                              | Moulin du Mesnil-sur-Opton |
| Église Saint-Nicolas de Brezolles | Brezolles                      |                                                                                              | 48° 41′ 31″ nord, 1° 04′ 17″ est                                  | « PA00096983 »                                                    | Classé                                                            | 1913                                                              | Église Saint-Nicolas de Brezolles |
| Maison à pans de bois de Brou | Brou                           | 1, 3 rue des Changes                                                                         | 48° 12′ 37″ nord, 1° 09′ 58″ est                                  | « PA00096985 »                                                    | Inscrit                                                           | 1972                                                              | Maison à pans de bois de Brou |
| Maison du XVe siècle de Brou | Brou                           | Place des Halles                                                                             | 48° 12′ 34″ nord, 1° 10′ 03″ est                                  | « PA00096984 »                                                    | Classé                                                            | 1922                                                              | Maison du XVe siècle de Brou |
| Piscine des Dauphins | Brou                           | route des Moulins                                                                            | 48° 12′ 35,04″ nord, 1° 08′ 27,71″ est                            | « PA28000058 »                                                    | Inscrit                                                           | 2024                                                              | Image manquante Téléverser |
| Maison seigneuriale des Célestins Édifice démonté en 2002                                                                            | Broué                          | 5 rue de la Gare                                                                             | 48° 45′ 56″ nord, 1° 30′ 47″ est                                  | « PA00097260 »                                                    | Inscrit                                                           | 1990                                                              | Maison seigneuriale des CélestinsÉdifice démonté en 2002                                                                             |
| Église Notre-Dame de Bu | Bû                             |                                                                                              | 48° 47′ 43″ nord, 1° 29′ 54″ est                                  | « PA00096986 »                                                    | Classé                                                            | 1963                                                              | Église Notre-Dame de Bu |
| Sanctuaire gallo-romain de Bû | Bû                             |                                                                                              | 48° 48′ 54″ nord, 1° 29′ 52″ est                                  | « PA00096987 »                                                    | Classé                                                            | 1986                                                              | Sanctuaire gallo-romain de Bû |
| Château de Vauventriers | Champhol                       |                                                                                              | 48° 27′ 58″ nord, 1° 31′ 03″ est                                  | « PA00096988 »                                                    | Inscrit                                                           | 1969                                                              | Château de Vauventriers |
| Château de Touchebredier | La Chapelle-du-Noyer           |                                                                                              | 48° 01′ 45″ nord, 1° 18′ 55″ est                                  | « PA00096989 »                                                    | Inscrit                                                           | 1971                                                              | Château de Touchebredier |
| Canal de l'Eure « La Grande Voûte »                                                                                                  | Chartainvilliers               |                                                                                              | 48° 33′ 42″ nord, 1° 32′ 43″ est                                  | « PA00096990 »                                                    | Inscrit                                                           | 1934                                                              | Canal de l'Eure« La Grande Voûte »                                                                                                   |
| | Chartres                       | Voir liste des monuments historiques de Chartres                                             | Voir liste des monuments historiques de Chartres                  | Voir liste des monuments historiques de Chartres                  | Voir liste des monuments historiques de Chartres                  | Voir liste des monuments historiques de Chartres                  | Voir liste des monuments historiques de Chartres                                                                                     |
| | Châteaudun                     | Voir liste des monuments historiques de Châteaudun                                           | Voir liste des monuments historiques de Châteaudun                | Voir liste des monuments historiques de Châteaudun                | Voir liste des monuments historiques de Châteaudun                | Voir liste des monuments historiques de Châteaudun                | Voir liste des monuments historiques de Châteaudun                                                                                   |
| Moulin de Mormoulins | Chaudon                        | Mormoulins                                                                                   | 48° 40′ 10″ nord, 1° 29′ 53″ est                                  | « PA28000013 »                                                    | Inscrit                                                           | 2003                                                              | Moulin de Mormoulins |
| Église Saint-Blaise de La Chaussée-d'Ivry                                                                                            | La Chaussée-d'Ivry             |                                                                                              | 48° 52′ 58″ nord, 1° 28′ 44″ est                                  | « PA00097078 »                                                    | Inscrit                                                           | 1926                                                              | Église Saint-Blaise de La Chaussée-d'Ivry                                                                                            |
| | Cloyes-sur-le-Loir             | Voir liste des monuments historiques de Cloyes-les-Trois-Rivières                            | Voir liste des monuments historiques de Cloyes-les-Trois-Rivières | Voir liste des monuments historiques de Cloyes-les-Trois-Rivières | Voir liste des monuments historiques de Cloyes-les-Trois-Rivières | Voir liste des monuments historiques de Cloyes-les-Trois-Rivières | Voir liste des monuments historiques de Cloyes-les-Trois-Rivières                                                                    |
| Polissoir Pinte de Saint-Martin | Corancez                       | Route de Vovelles, D150                                                                      | 48° 21′ 21″ nord, 1° 31′ 23″ est                                  | « PA00097081 »                                                    | Classé                                                            | 1889                                                              | Polissoir Pinte de Saint-Martin |
| Église Saint-Pierre de Cormainville                                                                                                  | Cormainville                   |                                                                                              | 48° 08′ 16″ nord, 1° 36′ 22″ est                                  | « PA00097082 »                                                    | Inscrit                                                           | 1927                                                              | Église Saint-Pierre de Cormainville                                                                                                  |
| Grange dîmière de Cormainville | Cormainville                   | 3 rue des Grands Greniers                                                                    | 48° 08′ 15″ nord, 1° 36′ 22″ est                                  | « PA00097083 »                                                    | Inscrit                                                           | 1928                                                              | Grange dîmière de Cormainville |
| Église Saint-Pierre des Corvées-les-Yys                                                                                              | Les Corvées-les-Yys            |                                                                                              | 48° 21′ 29″ nord, 1° 10′ 05″ est                                  | « PA28000032 »                                                    | Inscrit                                                           | 2008                                                              | Église Saint-Pierre des Corvées-les-Yys                                                                                              |
| Église Saint-Georges des Corvées-les-Yys                                                                                             | Les Corvées-les-Yys            |                                                                                              | 48° 21′ 46″ nord, 1° 08′ 16″ est                                  | « PA28000031 »                                                    | Inscrit                                                           | 2008                                                              | Église Saint-Georges des Corvées-les-Yys                                                                                             |
| Séminaire des barbelés | Le Coudray                     | Ancien camp militaire CM 101                                                                 | 48° 25′ 06″ nord, 1° 29′ 24″ est                                  | « PA00135288 »                                                    | Inscrit                                                           | 1995                                                              | Séminaire des barbelés |
| Abbaye Notre-Dame de Coulombs | Coulombs                       |                                                                                              | 48° 39′ 04″ nord, 1° 32′ 27″ est                                  | « PA00097084 »                                                    | Inscrit                                                           | 1976                                                              | Abbaye Notre-Dame de Coulombs |
| Portail | Coulombs                       | 2 Grande Rue                                                                                 | 48° 39′ 04″ nord, 1° 32′ 33″ est                                  | « PA00097085 »                                                    | Inscrit                                                           | 1972                                                              | Portail |
| Église Saint-Pierre de Courville-sur-Eure                                                                                            | Courville-sur-Eure             |                                                                                              | 48° 26′ 54″ nord, 1° 14′ 50″ est                                  | « PA00097088 »                                                    | Classé                                                            | 1907                                                              | Église Saint-Pierre de Courville-sur-Eure                                                                                            |
| Éolienne de Courville-sur-Eure | Courville-sur-Eure             | Rue Masselin                                                                                 | 48° 26′ 55″ nord, 1° 15′ 13″ est                                  | « PA00125350 »                                                    | Inscrit                                                           | 1993                                                              | Éolienne de Courville-sur-Eure |
| Porte de l'hôpital de Courville-sur-Eure Provenant de l'église Saint-Nicolas.                                                        | Courville-sur-Eure             | Place Saint-Nicolas                                                                          | 48° 26′ 53″ nord, 1° 14′ 13″ est                                  | « PA00097089 »                                                    | Classé                                                            | 1920                                                              | Porte de l'hôpital de Courville-sur-EureProvenant de l'église Saint-Nicolas.                                                         |
| Bailliage de justice de Crécy-Couvé                                                                                                  | Crécy-Couvé                    | Place des Marronniers                                                                        | 48° 40′ 20″ nord, 1° 16′ 54″ est                                  | « PA00097253 »                                                    | Inscrit                                                           | 2023                                                              | Bailliage de justice de Crécy-Couvé                                                                                                  |
| Église Saint-Éloi-Saint-Jean-Baptiste de Crécy-Couvé                                                                                 | Crécy-Couvé                    |                                                                                              | 48° 40′ 14″ nord, 1° 17′ 00″ est                                  | « PA00097254 »                                                    | Inscrit                                                           | 1992                                                              | Église Saint-Éloi-Saint-Jean-Baptiste de Crécy-Couvé                                                                                 |
| Glacière de Crécy-Couvé | Crécy-Couvé                    | Chemin de la Fontaine au Roy                                                                 | 48° 40′ 16″ nord, 1° 17′ 14″ est                                  | « PA00097256 »                                                    | Inscrit                                                           | 1992                                                              | Image manquante Téléverser |
| Hôpital Saint-Jean de Crécy-Couvé | Crécy-Couvé                    | Chemin de la Fontaine au Roy                                                                 | 48° 40′ 10″ nord, 1° 17′ 09″ est                                  | « PA00097255 »                                                    | Inscrit                                                           | 1992                                                              | Hôpital Saint-Jean de Crécy-Couvé |
| Machine hydraulique de Crécy-Couvé                                                                                                   | Crécy-Couvé                    | Chemin de la Fontaine au Roy                                                                 | 48° 40′ 08″ nord, 1° 17′ 05″ est                                  | « PA00097257 »                                                    | Inscrit                                                           | 1992                                                              | Machine hydraulique de Crécy-Couvé                                                                                                   |
| Moulin de la Bellassière | Crécy-Couvé                    | 2 chemin de la Bellassière                                                                   | 48° 39′ 43″ nord, 1° 16′ 58″ est                                  | « PA00097258 »                                                    | Inscrit                                                           | 1992                                                              | Moulin de la Bellassière |
| Pont de la Bellassière | Crécy-Couvé                    |                                                                                              | 48° 39′ 44″ nord, 1° 16′ 58″ est                                  | « PA00125351 »                                                    | Inscrit                                                           | 1993                                                              | Pont de la Bellassière |
| Propriété dite la Terrasse | Crécy-Couvé                    | 22 rue de l'Ancien-Château                                                                   | 48° 40′ 14″ nord, 1° 16′ 59″ est                                  | « PA00097259 »                                                    | Inscrit                                                           | 1992                                                              | Propriété dite la Terrasse |
| Croix de Croisilles | Croisilles                     | Place de l'Église                                                                            | 48° 41′ 31″ nord, 1° 30′ 00″ est                                  | « PA00097090 »                                                    | Inscrit                                                           | 1989                                                              | Croix de Croisilles |
| Église Saint-Martin de La Croix-du-Perche                                                                                            | La Croix-du-Perche             |                                                                                              | 48° 16′ 28″ nord, 1° 02′ 57″ est                                  | « PA00097091 »                                                    | Classé                                                            | 1934                                                              | Église Saint-Martin de La Croix-du-Perche                                                                                            |
| Église Saint-Pierre de Dampierre-sur-Avre                                                                                            | Dampierre-sur-Avre             |                                                                                              | 48° 45′ 49″ nord, 1° 08′ 56″ est                                  | « PA00097092 »                                                    | Inscrit                                                           | 1926                                                              | Église Saint-Pierre de Dampierre-sur-Avre                                                                                            |
| Château de Bouthonvilliers | Dangeau                        | R.D. 110                                                                                     | 48° 12′ 24″ nord, 1° 17′ 00″ est                                  | « PA00097093 »                                                    | Inscrit                                                           | 1975                                                              | Château de Bouthonvilliers |
| Église Saint-Georges-et-Saint-Pierre de Dangeau                                                                                      | Dangeau                        |                                                                                              | 48° 12′ 30″ nord, 1° 17′ 09″ est                                  | « PA00097094 »                                                    | Classé                                                            | 1959                                                              | Église Saint-Georges-et-Saint-Pierre de Dangeau                                                                                      |
| Château de Denonville | Denonville                     |                                                                                              | 48° 23′ 30″ nord, 1° 48′ 34″ est                                  | « PA00097095 »                                                    | Inscrit                                                           | 1976 2007                                                         | Château de Denonville |
| Château de la Hallière | Digny                          |                                                                                              | 48° 31′ 05″ nord, 1° 07′ 15″ est                                  | « PA00097096 »                                                    | Inscrit                                                           | 1972                                                              | Château de la Hallière |
| | Douy                           | Voir liste des monuments historiques de Cloyes-les-Trois-Rivières                            | Voir liste des monuments historiques de Cloyes-les-Trois-Rivières | Voir liste des monuments historiques de Cloyes-les-Trois-Rivières | Voir liste des monuments historiques de Cloyes-les-Trois-Rivières | Voir liste des monuments historiques de Cloyes-les-Trois-Rivières | Voir liste des monuments historiques de Cloyes-les-Trois-Rivières                                                                    |
| Arsenal des pompiers (ancien) | Dreux                          | 5 place du Marché-Couvert                                                                    | 48° 44′ 08″ nord, 1° 21′ 51″ est                                  | « PA28000001 »                                                    | Inscrit                                                           | 1996                                                              | Arsenal des pompiers (ancien) |
| Beffroi de Dreux | Dreux                          | Place Métézeau                                                                               | 48° 44′ 08″ nord, 1° 22′ 02″ est                                  | « PA00097100 »                                                    | Classé                                                            | 1840                                                              | Beffroi de Dreux |
| Chapelle royale de Dreux | Dreux                          | 22 rue de Billy                                                                              | 48° 44′ 17″ nord, 1° 21′ 48″ est                                  | « PA00097097 »                                                    | Classé                                                            | 1977                                                              | Chapelle royale de Dreux |
| Église Saint-Pierre de Dreux | Dreux                          |                                                                                              | 48° 44′ 10″ nord, 1° 22′ 07″ est                                  | « PA00097098 »                                                    | Classé                                                            | 1840                                                              | Église Saint-Pierre de Dreux |
| Hôtel de la Caisse d'épargne de Dreux (ancien)                                                                                       | Dreux                          | 22, 24 place Métézeau                                                                        | 48° 44′ 08″ nord, 1° 22′ 07″ est                                  | « PA28000007 »                                                    | Inscrit                                                           | 2000                                                              | Hôtel de la Caisse d'épargne de Dreux (ancien)                                                                                       |
| Hôtel de Salvat-Duhalde | Dreux                          | 49 rue Parisis                                                                               | 48° 44′ 18″ nord, 1° 22′ 02″ est                                  | « PA28000008 »                                                    | Inscrit                                                           | 2001                                                              | Hôtel de Salvat-Duhalde |
| Hôtel-Dieu de Dreux (ancien) | Dreux                          | 15 Grande-Rue Maurice-Viollette                                                              | 48° 44′ 09″ nord, 1° 21′ 59″ est                                  | « PA00097099 »                                                    | Inscrit                                                           | 1982                                                              | Hôtel-Dieu de Dreux (ancien) |
| Imprimeries Lefèbvre et librairie Broult-Dividis (anciennes)                                                                         | Dreux                          | 7, 9 Grande Rue Maurice-Violette                                                             | 48° 44′ 08″ nord, 1° 22′ 00″ est                                  | « PA28000003 »                                                    | Inscrit                                                           | 1997                                                              | Imprimeries Lefèbvre et librairie Broult-Dividis (anciennes)                                                                         |
| Maison romane du XIIe siècle | Dreux                          | 17 rue de Sénarmont                                                                          | 48° 44′ 12″ nord, 1° 22′ 07″ est                                  | « PA28000025 »                                                    | Classé                                                            | 2007                                                              | Maison romane du XIIe siècle |
| L'ancien pensionnat Saint-Pierre de Dreux (école Saint-Martin, crèche Georges Beauniée, chapelle - actuel musée d'Art et d'Histoire) | Dreux                          | 7 place du Musée                                                                             | 48° 44′ 02″ nord, 1° 22′ 05″ est                                  | « PA28000054 »                                                    | Inscrit                                                           | 2022                                                              | L'ancien pensionnat Saint-Pierre de Dreux (école Saint-Martin, crèche Georges Beauniée, chapelle - actuel musée d'Art et d'Histoire) |
| Sanatorium de Dreux | Dreux                          | 19-21 rue de la Muette                                                                       | 48° 45′ 34,9″ nord, 1° 20′ 10,7″ est                              | « PA28000053 »                                                    | Inscrit                                                           | 2022                                                              | Sanatorium de Dreux |
| Église Saint-Sébastien de Baignolet                                                                                                  | Éole-en-Beauce                 | Rue de l'Église, Baignolet                                                                   | 48° 10′ 19″ nord, 1° 37′ 17″ est                                  | « PA28000022 »                                                    | Inscrit                                                           | 2006                                                              | Église Saint-Sébastien de Baignolet                                                                                                  |
| Église Saint-Jacques de la Folie-Herbault de Fains-la-Folie                                                                          | Éole-en-Beauce                 | Fains-la-Folie                                                                               | 48° 13′ 26″ nord, 1° 38′ 21″ est                                  | « PA00097105 »                                                    | Classé                                                            | 1905                                                              | Église Saint-Jacques de la Folie-Herbault de Fains-la-Folie                                                                          |
| Château de Cambray | Éole-en-Beauce                 | Germignonville                                                                               | 48° 10′ 21″ nord, 1° 42′ 53″ est                                  | « PA28000017 »                                                    | Inscrit                                                           | 2004                                                              | Château de Cambray |
| Église Saint-Pierre d'Épernon | Épernon                        |                                                                                              | 48° 36′ 35″ nord, 1° 40′ 39″ est                                  | « PA00097102 »                                                    | Classé                                                            | 1942                                                              | Église Saint-Pierre d'Épernon |
| Maison (Épernon, 5 place du Change)                                                                                                  | Épernon                        | 5 et 7 place du Change                                                                       | 48° 36′ 36″ nord, 1° 40′ 38″ est                                  | « PA00097103 »                                                    | Inscrit Inscrit                                                   | 1928 2011                                                         | Maison (Épernon, 5 place du Change)                                                                                                  |
| Les Pressoirs | Épernon                        |                                                                                              | 48° 36′ 37″ nord, 1° 40′ 36″ est                                  | « PA00097101 »                                                    | Classé                                                            | 1926                                                              | Les Pressoirs |
| Château d'Escorpain | Escorpain                      | Route de Laon                                                                                | 48° 43′ 10″ nord, 1° 12′ 27″ est                                  | « PA28000011 »                                                    | Inscrit                                                           | 2002                                                              | Château d'Escorpain |
| Château du Grand Fresnay | Les Étilleux                   | Le Grand Fresnay                                                                             | 48° 15′ 27″ nord, 0° 48′ 40″ est                                  | « PA00097104 »                                                    | Inscrit                                                           | 1978                                                              | Château du Grand Fresnay |
| Église Notre-Dame des Étilleux | Les Étilleux                   |                                                                                              | 48° 14′ 03″ nord, 0° 49′ 24″ est                                  | « PA28000014 »                                                    | Inscrit                                                           | 2003                                                              | Église Notre-Dame des Étilleux |
| Église Saint-Nicolas de La Ferté-Vidame                                                                                              | La Ferté-Vidame                | Place Saint-Simon                                                                            | 48° 36′ 39″ nord, 0° 53′ 56″ est                                  | « PA00097107 »                                                    | Classé                                                            | 1976                                                              | Église Saint-Nicolas de La Ferté-Vidame                                                                                              |
| Château de la Ferté-Vidame | La Ferté-Vidame                |                                                                                              | 48° 36′ 32″ nord, 0° 54′ 02″ est                                  | « PA00097106 »                                                    | Classé Inscrit                                                    | 1976 2007                                                         | Château de la Ferté-Vidame |
| Église Saint-Pierre de Réveillon | La Ferté-Vidame                | Réveillon, D317.2                                                                            | 48° 37′ 14″ nord, 0° 50′ 24″ est                                  | « PA00097108 »                                                    | Classé Inscrit                                                    | 1978                                                              | Église Saint-Pierre de Réveillon |
| | La Ferté-Villeneuil            | Voir liste des monuments historiques de Cloyes-les-Trois-Rivières                            | Voir liste des monuments historiques de Cloyes-les-Trois-Rivières | Voir liste des monuments historiques de Cloyes-les-Trois-Rivières | Voir liste des monuments historiques de Cloyes-les-Trois-Rivières | Voir liste des monuments historiques de Cloyes-les-Trois-Rivières | Voir liste des monuments historiques de Cloyes-les-Trois-Rivières                                                                    |
| Église Saint-Aignan de Fontaine-les-Ribouts                                                                                          | Fontaine-les-Ribouts           |                                                                                              | 48° 39′ 16″ nord, 1° 15′ 16″ est                                  | « PA00097110 »                                                    | Inscrit                                                           | 1953                                                              | Église Saint-Aignan de Fontaine-les-Ribouts                                                                                          |
| Église Saint-Séverin de Fontenay-sur-Eure                                                                                            | Fontenay-sur-Eure              | Rue Noël-Ballay                                                                              | 48° 23′ 42″ nord, 1° 24′ 44″ est                                  | « PA00097111 »                                                    | Inscrit                                                           | 1987                                                              | Église Saint-Séverin de Fontenay-sur-Eure                                                                                            |
| Château de Frazé | Frazé                          |                                                                                              | 48° 15′ 46″ nord, 1° 05′ 50″ est                                  | « PA00097112 »                                                    | Classé                                                            | 1948                                                              | Château de Frazé |
| Église Notre-Dame de Frazé | Frazé                          |                                                                                              | 48° 15′ 46″ nord, 1° 05′ 52″ est                                  | « PA00097113 »                                                    | Classé                                                            | 1987                                                              | Église Notre-Dame de Frazé |
| Manoir du Châtelier | Frazé                          | Le Châtelier                                                                                 | 48° 15′ 31″ nord, 1° 06′ 02″ est                                  | « PA00097114 »                                                    | Inscrit                                                           | 1975                                                              | Image manquante Téléverser |
| Manoir du Cormier | Frazé                          |                                                                                              | 48° 16′ 04″ nord, 1° 04′ 20″ est                                  | « PA00135290 »                                                    | Inscrit                                                           | 1995                                                              | Manoir du Cormier |
| Ferme de la Recette | Fresnay-l'Évêque               | Rue de la Recette                                                                            | 48° 15′ 56″ nord, 1° 49′ 23″ est                                  | « PA00097115 »                                                    | Inscrit                                                           | 1928                                                              | Ferme de la Recette |
| Église Saint-Pierre-et-Saint-Paul de Gallardon                                                                                       | Gallardon                      |                                                                                              | 48° 31′ 31″ nord, 1° 41′ 17″ est                                  | « PA00097117 »                                                    | Classé                                                            | 1862                                                              | Église Saint-Pierre-et-Saint-Paul de Gallardon                                                                                       |
| Maison | Gallardon                      | 5 rue de la Porte Mouton                                                                     | 48° 31′ 29″ nord, 1° 41′ 14″ est                                  | « PA00097118 »                                                    | Classé                                                            | 1889                                                              | Maison |
| Tour de l'Épaule | Gallardon                      |                                                                                              | 48° 31′ 35″ nord, 1° 41′ 15″ est                                  | « PA00097119 »                                                    | Classé                                                            | 1913                                                              | Tour de l'Épaule |
| Église Saint-Étienne de Garancières-en-Beauce                                                                                        | Garancières-en-Beauce          |                                                                                              | 48° 26′ 05″ nord, 1° 55′ 12″ est                                  | « PA00097120 »                                                    | Classé                                                            | 1907                                                              | Église Saint-Étienne de Garancières-en-Beauce                                                                                        |
| Château d'Arnouville (Gommerville)                                                                                                   | Gommerville                    |                                                                                              | 48° 19′ 21″ nord, 1° 56′ 57″ est                                  | « PA28000035 »                                                    | Inscrit                                                           | 2009                                                              | Château d'Arnouville (Gommerville)                                                                                                   |
| Château de Guainville Site archéologique                                                                                             | Guainville                     | Lieu-dit le Vieux Château                                                                    | 48° 54′ 27″ nord, 1° 28′ 43″ est                                  | « PA28000036 »                                                    | Inscrit Classé                                                    | 2009 2012                                                         | Image manquante Téléverser |
| Église Saint-Pierre de Guainville | Guainville                     |                                                                                              | 48° 54′ 57″ nord, 1° 29′ 30″ est                                  | « PA28000050 »                                                    | Inscrit                                                           | 2021                                                              | Église Saint-Pierre de Guainville |
| Église Saint-Germain de Hanches | Hanches                        |                                                                                              | 48° 35′ 52″ nord, 1° 38′ 49″ est                                  | « PA00097121 »                                                    | Inscrit                                                           | 1984                                                              | Église Saint-Germain de Hanches |
| Villa La Billardière | Hanches                        |                                                                                              | 48° 36′ 03″ nord, 1° 39′ 20″ est                                  | « PA28000047 »                                                    | Inscrit                                                           | 2018                                                              | Image manquante Téléverser |
| Château d'Houville-la-Branche | Houville-la-Branche            | 6 Grande Rue                                                                                 | 48° 26′ 37″ nord, 1° 38′ 21″ est                                  | « PA00097122 »                                                    | Inscrit                                                           | 1960                                                              | Château d'Houville-la-Branche |
| Château d'Illiers-Combray | Illiers-Combray                | Rue du Château                                                                               | 48° 17′ 56″ nord, 1° 14′ 32″ est                                  | « PA00097123 »                                                    | Inscrit                                                           | 1930                                                              | Château d'Illiers-Combray |
| Église Saint-Jacques d'Illiers-Combray                                                                                               | Illiers-Combray                |                                                                                              | 48° 17′ 58″ nord, 1° 14′ 41″ est                                  | « PA00097124 »                                                    | Classé                                                            | 1907                                                              | Église Saint-Jacques d'Illiers-Combray                                                                                               |
| Jardin du Pré Catelan | Illiers-Combray                | Rue de Tassonville                                                                           | 48° 17′ 52″ nord, 1° 14′ 22″ est                                  | « PA28000004 »                                                    | Classé                                                            | 1999                                                              | Jardin du Pré Catelan |
| Musée Marcel Proust - Maison de tante Léonie                                                                                         | Illiers-Combray                | 4 rue du Docteur-Proust                                                                      | 48° 17′ 59″ nord, 1° 14′ 37″ est                                  | « PA00097125 »                                                    | Classé                                                            | 1961                                                              | Musée Marcel Proust - Maison de tante Léonie                                                                                         |
| Manoir de Mirougrain | Illiers-Combray                | Mirougrain                                                                                   | 48° 18′ 38″ nord, 1° 13′ 55″ est                                  | « PA00097126 »                                                    | Inscrit                                                           | 1977                                                              | Manoir de Mirougrain |
| Église Saint-Étienne de Janville | Janville-en-Beauce             | Janville                                                                                     | 48° 12′ 04″ nord, 1° 53′ 07″ est                                  | « PA00097127 »                                                    | Classé                                                            | 1934                                                              | Église Saint-Étienne de Janville |
| Monument de Colardeau | Janville-en-Beauce             | Janville, place d'Orléans                                                                    | 48° 11′ 57″ nord, 1° 52′ 59″ est                                  | « PA28000060 »                                                    | Inscrit                                                           | 2025                                                              | Monument de Colardeau |
| Porte (ancienne église de Mervilliers)                                                                                               | Janville-en-Beauce             | Allaines-Mervilliers                                                                         | 48° 12′ 14″ nord, 1° 49′ 29″ est                                  | « PA00096953 »                                                    | Classé                                                            | 1915                                                              | Porte (ancienne église de Mervilliers)                                                                                               |
| Église Saint-Étienne-et-Sainte-Madeleine du Puiset                                                                                   | Janville-en-Beauce             | Le Puiset                                                                                    | 48° 12′ 35″ nord, 1° 51′ 57″ est                                  | « PA00097188 »                                                    | Classé                                                            | 1961                                                              | Église Saint-Étienne-et-Sainte-Madeleine du Puiset                                                                                   |
| Église Saint-Cyr-et-Sainte-Julitte de Jouy                                                                                           | Jouy                           | 1 rue de la Chapelle                                                                         | 48° 30′ 43″ nord, 1° 33′ 05″ est                                  | « PA00097128 »                                                    | Classé                                                            | 1913                                                              | Église Saint-Cyr-et-Sainte-Julitte de Jouy                                                                                           |
| Abbaye Notre-Dame de Josaphat Cloître reconstruit de l'abbaye Notre-Dame de Coulombs. Musée lapidaire.                               | Lèves                          | 10, rue de Josaphat                                                                          | 48° 28′ 16″ nord, 1° 29′ 02″ est                                  | « PA00097131 »                                                    | Classé Inscrit                                                    | 1914 1928                                                         | Abbaye Notre-Dame de JosaphatCloître reconstruit de l'abbaye Notre-Dame de Coulombs.Musée lapidaire.                                 |
| Église Saint-Lazare de Lèves | Lèves                          | Rue des Grands-Prés                                                                          | 48° 28′ 11″ nord, 1° 28′ 55″ est                                  | « PA28000012 »                                                    | Inscrit                                                           | 2002                                                              | Église Saint-Lazare de Lèves |
| Moulin à vent de Levesville-la-Chenard                                                                                               | Levesville-la-Chenard          |                                                                                              | 48° 18′ 09″ nord, 1° 50′ 15″ est                                  | « PA00097132 »                                                    | Classé                                                            | 1988                                                              | Moulin à vent de Levesville-la-Chenard                                                                                               |
| Château de Chantemesle | Logron                         |                                                                                              | 48° 08′ 04″ nord, 1° 15′ 41″ est                                  | « PA00097133 »                                                    | Inscrit                                                           | 1984                                                              | Château de Chantemesle |
| Château de Goury | Loigny-la-Bataille             |                                                                                              | 48° 08′ 01″ nord, 1° 46′ 02″ est                                  | « PA00097134 »                                                    | Classé Inscrit                                                    | 1964                                                              | Image manquante Téléverser |
| Église Saint-Lucain de Loigny-la-Bataille                                                                                            | Loigny-la-Bataille             | Place du Deux-Décembre-1870                                                                  | 48° 07′ 18″ nord, 1° 43′ 56″ est                                  | « PA00097135 »                                                    | Classé Inscrit                                                    | 1983                                                              | Église Saint-Lucain de Loigny-la-Bataille                                                                                            |
| Pont de Noailles | Lormaye                        | Route départementale 983                                                                     | 48° 38′ 24″ nord, 1° 32′ 25″ est                                  | « PA00097136 »                                                    | Inscrit                                                           | 1984                                                              | Pont de Noailles |
| Tour du Pilori | Lormaye                        |                                                                                              | 48° 38′ 49″ nord, 1° 32′ 23″ est                                  | « PA00097137 »                                                    | Inscrit                                                           | 1972                                                              | Tour du Pilori |
| Église Saint-Léger de Louvilliers-en-Drouais                                                                                         | Louvilliers-en-Drouais         |                                                                                              | 48° 43′ 57″ nord, 1° 17′ 06″ est                                  | « PA28000048 »                                                    | Inscrit                                                           | 2019                                                              | Église Saint-Léger de Louvilliers-en-Drouais                                                                                         |
| Obélisque de Louvilliers-en-Drouais                                                                                                  | Louvilliers-en-Drouais         | Route nationale 12                                                                           | 48° 44′ 36″ nord, 1° 17′ 26″ est                                  | « PA00097138 »                                                    | Inscrit                                                           | 1965                                                              | Obélisque de Louvilliers-en-Drouais                                                                                                  |
| Château de Maillebois | Maillebois                     |                                                                                              | 48° 37′ 54″ nord, 1° 09′ 02″ est                                  | « PA00097141 »                                                    | Inscrit                                                           | 1941                                                              | Château de Maillebois |
| Église Saint-François-d'Assise de Maillebois                                                                                         | Maillebois                     |                                                                                              | 48° 37′ 54″ nord, 1° 08′ 56″ est                                  | « PA00097142 »                                                    | Inscrit                                                           | 1971                                                              | Église Saint-François-d'Assise de Maillebois                                                                                         |
| Église Saint-Pierre de Blévy | Maillebois                     |                                                                                              | 48° 38′ 20″ nord, 1° 10′ 56″ est                                  | « PA00097143 »                                                    | Classé                                                            | 1907                                                              | Église Saint-Pierre de Blévy |
| Ferme du Rouvray | Maillebois                     | R.N. 839                                                                                     | 48° 39′ 00″ nord, 1° 08′ 02″ est                                  | « PA00097144 »                                                    | Inscrit                                                           | 1963                                                              | Ferme du Rouvray |
| Forges de Dampierre-sur-Blévy | Maillebois                     | Lieu-dit le Château                                                                          | 48° 37′ 43″ nord, 1° 07′ 09″ est                                  | « PA00132880 »                                                    | Inscrit Classé                                                    | 1993 1994                                                         | Forges de Dampierre-sur-Blévy |
| Maison à pans de bois | Maillebois                     | 7 rue du Cheval-Blanc à Blévy                                                                | 48° 38′ 18″ nord, 1° 10′ 52″ est                                  | « PA28000033 »                                                    | Classé                                                            | 2013                                                              | Image manquante Téléverser |
| Maison à pans de bois | Maillebois                     | 3 place de l'Église à Blévy (parcelle D 043 170)                                             | 48° 38′ 19″ nord, 1° 10′ 52″ est                                  | « PA28000051 »                                                    | Inscrit                                                           | 2021                                                              | Image manquante Téléverser |
| Canal de l'Eure Aqueduc de Maintenon                                                                                                 | Maintenon                      |                                                                                              | 48° 34′ 59″ nord, 1° 35′ 10″ est                                  | « PA00097145 »                                                    | Classé Inscrit                                                    | 1875 1934                                                         | Canal de l'EureAqueduc de Maintenon                                                                                                  |
| Château de Maintenon | Maintenon                      |                                                                                              | 48° 35′ 08″ nord, 1° 34′ 41″ est                                  | « PA00097146 »                                                    | Classé                                                            | 1944                                                              | Château de Maintenon |
| Menhir Le But de Gargantua et dolmen du Berceau Site archéologique de Changé                                                         | Maintenon Saint-Piat           | Lieu-dit la Folie Hameau de Changé                                                           | 48° 34′ 10″ nord, 1° 35′ 01″ est                                  | « PA00097147 »                                                    | Classé                                                            | 1974                                                              | Menhir Le But de Gargantua et dolmen du BerceauSite archéologique de Changé                                                          |
| Commanderie de la Renardière | Manou                          | Hameau de la Renardière                                                                      | 48° 31′ 43″ nord, 0° 58′ 09″ est                                  | « PA28000049 »                                                    | Inscrit                                                           | 2020                                                              | Image manquante Téléverser |
| Château des Coudreaux | Marboué                        |                                                                                              | 48° 07′ 56″ nord, 1° 20′ 32″ est                                  | « PA00097148 »                                                    | Inscrit                                                           | 1984                                                              | Château des Coudreaux |
| Église Saint-Pierre de Marboué | Marboué                        |                                                                                              | 48° 06′ 51″ nord, 1° 19′ 59″ est                                  | « PA00097149 »                                                    | Classé                                                            | 1908                                                              | Église Saint-Pierre de Marboué |
| | Le Mée                         | Voir liste des monuments historiques de Cloyes-les-Trois-Rivières                            | Voir liste des monuments historiques de Cloyes-les-Trois-Rivières | Voir liste des monuments historiques de Cloyes-les-Trois-Rivières | Voir liste des monuments historiques de Cloyes-les-Trois-Rivières | Voir liste des monuments historiques de Cloyes-les-Trois-Rivières | Voir liste des monuments historiques de Cloyes-les-Trois-Rivières                                                                    |
| Château de Méréglise | Méréglise                      | 2 rue de la Pierre-Levée                                                                     | 48° 17′ 31″ nord, 1° 11′ 28″ est                                  | « PA28000009 »                                                    | Inscrit                                                           | 2001                                                              | Château de Méréglise |
| Église Saint-Orien de Meslay-le-Grenet                                                                                               | Meslay-le-Grenet               |                                                                                              | 48° 22′ 03″ nord, 1° 22′ 51″ est                                  | « PA00097150 »                                                    | Classé                                                            | 1913                                                              | Église Saint-Orien de Meslay-le-Grenet                                                                                               |
| Église Saint-Étienne de Meslay-le-Vidame                                                                                             | Meslay-le-Vidame               |                                                                                              | 48° 16′ 49″ nord, 1° 27′ 33″ est                                  | « PA00097151 »                                                    | Classé                                                            | 1967                                                              | Église Saint-Étienne de Meslay-le-Vidame                                                                                             |
| Église Saint-Nicolas du Mesnil-Simon                                                                                                 | Le Mesnil-Simon                |                                                                                              | 48° 53′ 44″ nord, 1° 32′ 15″ est                                  | « PA00097152 »                                                    | Inscrit                                                           | 1971                                                              | Église Saint-Nicolas du Mesnil-Simon                                                                                                 |
| Mausolée de Malebranche | Le Mesnil-Simon                | Cimetière                                                                                    | 48° 53′ 35″ nord, 1° 31′ 45″ est                                  | « PA00097153 »                                                    | Classé                                                            | 1963                                                              | Mausolée de Malebranche |
| Église Saint-Martin de Mézières-en-Drouais                                                                                           | Mézières-en-Drouais            |                                                                                              | 48° 43′ 21″ nord, 1° 25′ 20″ est                                  | « PA28000030 »                                                    | Classé                                                            | 2013                                                              | Église Saint-Martin de Mézières-en-Drouais                                                                                           |
| Temple protestant de Marsauceux | Mézières-en-Drouais            | Angle de la rue des écoles et de la rue du temple à Marsauceux (parcelle n° 447, section AB) | 48° 43′ 35″ nord, 1° 26′ 20″ est                                  | « PA28000056 »                                                    | Inscrit                                                           | 2022                                                              | Temple protestant de Marsauceux |
| Église Saint-Pierre de Miermaigne | Miermaigne                     |                                                                                              | 48° 14′ 48″ nord, 0° 59′ 28″ est                                  | « PA00097154 »                                                    | Inscrit                                                           | 1978                                                              | Église Saint-Pierre de Miermaigne |
| Chapelle des Trois-Maries | Mignières                      | 2 rue de la Chapelle                                                                         | 48° 21′ 37″ nord, 1° 25′ 34″ est                                  | « PA00097155 »                                                    | Classé                                                            | 1875                                                              | Chapelle des Trois-Maries |
| Château de Vérigny | Mittainvilliers-Vérigny        | Vérigny                                                                                      | 48° 31′ 06″ nord, 1° 19′ 08″ est                                  | « PA00097233 »                                                    | Inscrit                                                           | 1975                                                              | Château de Vérigny |
| Église Saint-Rémy de Vérigny | Mittainvilliers-Vérigny        | rue de la Mairie                                                                             | 48° 31′ 11″ nord, 1° 19′ 24″ est                                  | « PA28000057 »                                                    | Inscrit                                                           | 2023                                                              | Église Saint-Rémy de Vérigny |
| Chapelle Sainte-Barbe de Valainville                                                                                                 | Moléans                        | Valainville                                                                                  | 48° 06′ 13″ nord, 1° 24′ 54″ est                                  | « PA28000059 »                                                    | Inscrit                                                           | 2024                                                              | Image manquante Téléverser |
| Château de Moléans | Moléans                        |                                                                                              | 48° 07′ 05″ nord, 1° 23′ 20″ est                                  | « PA00097247 »                                                    | Inscrit Classé                                                    | 1991 1994                                                         | Château de Moléans |
| Château de Montigny-sur-Avre | Montigny-sur-Avre              |                                                                                              | 48° 43′ 51″ nord, 1° 01′ 28″ est                                  | « PA00097156 »                                                    | Classé                                                            | 1963                                                              | Château de Montigny-sur-Avre |
| Château de Montuel | Montigny-sur-Avre              | 1020 rue François de Laval                                                                   | 48° 43′ 49″ nord, 1° 01′ 27″ est                                  | « PA00097157 »                                                    | Classé                                                            | 1924                                                              | Image manquante Téléverser |
| | Montigny-le-Gannelon           | Voir liste des monuments historiques de Cloyes-les-Trois-Rivières                            | Voir liste des monuments historiques de Cloyes-les-Trois-Rivières | Voir liste des monuments historiques de Cloyes-les-Trois-Rivières | Voir liste des monuments historiques de Cloyes-les-Trois-Rivières | Voir liste des monuments historiques de Cloyes-les-Trois-Rivières | Voir liste des monuments historiques de Cloyes-les-Trois-Rivières                                                                    |
| Église Saint-Barthélemy de Montireau                                                                                                 | Montireau                      |                                                                                              | 48° 24′ 28″ nord, 1° 01′ 35″ est                                  | « PA00097161 »                                                    | Classé                                                            | 1980                                                              | Église Saint-Barthélemy de Montireau                                                                                                 |
| Église Saint-Pierre de Montreuil | Montreuil                      |                                                                                              | 48° 46′ 35″ nord, 1° 22′ 43″ est                                  | « PA00097162 »                                                    | Inscrit                                                           | 1988                                                              | Église Saint-Pierre de Montreuil |
| Dolmen La Pierre qui Tourne | Morancez                       |                                                                                              | 48° 23′ 55″ nord, 1° 29′ 37″ est                                  | « PA00097163 »                                                    | Inscrit                                                           | 1983                                                              | Dolmen La Pierre qui Tourne |
| Moulin à vent de Chesnay | Moutiers                       |                                                                                              | 48° 17′ 29″ nord, 1° 46′ 23″ est                                  | « PA00097164 »                                                    | Classé                                                            | 1988                                                              | Moulin à vent de Chesnay |
| Église Saint-Léger de Néron | Néron                          |                                                                                              | 48° 36′ 08″ nord, 1° 30′ 50″ est                                  | « PA00097165 »                                                    | Inscrit                                                           | 1977                                                              | Église Saint-Léger de Néron |
| Bâtiments et sols de l'ancienne ferme seigneuriale                                                                                   | Néron                          | 2 rue d' Ormoy                                                                               | 48° 36′ 08″ nord, 1° 30′ 50″ est                                  | « PA28000055 »                                                    | Inscrit                                                           | 2023                                                              | Image manquante Téléverser |
| Éolienne de Nogent-le-Phaye | Nogent-le-Phaye                | Rue des Colombiers                                                                           | 48° 26′ 33″ nord, 1° 34′ 25″ est                                  | « PA00125352 »                                                    | Inscrit                                                           | 1993                                                              | Éolienne de Nogent-le-Phaye |
| Château de Nogent-le-Roi : Vestiges de la forteresse médiévale et éolienne                                                           | Nogent-le-Roi                  | Parc du château (cadastre B 601)                                                             | 48° 38′ 48″ nord, 1° 31′ 54″ est                                  | « PA00125353 »                                                    | Inscrit                                                           | 1993                                                              | Château de Nogent-le-Roi :Vestiges de la forteresse médiévale et éolienne                                                            |
| Église Saint-Sulpice de Nogent-le-Roi                                                                                                | Nogent-le-Roi                  | Rue de l'Église                                                                              | 48° 38′ 53″ nord, 1° 32′ 01″ est                                  | « PA00097166 »                                                    | Classé                                                            | 1908                                                              | Église Saint-Sulpice de Nogent-le-Roi                                                                                                |
| Immeuble | Nogent-le-Roi                  | 10 rue du Général-de-Gaulle Angle rue de la Volaille                                         | 48° 38′ 53″ nord, 1° 31′ 57″ est                                  | « PA00097168 »                                                    | Inscrit                                                           | 1966                                                              | Immeuble |
| Maison | Nogent-le-Roi                  | 12 rue du Général-de-Gaulle Rue de la Volaille                                               | 48° 38′ 53″ nord, 1° 31′ 56″ est                                  | « PA00097169 »                                                    | Inscrit                                                           | 1967                                                              | Maison |
| Maison de l'Obrador ou Maison de Diane                                                                                               | Nogent-le-Roi                  | 13 rue du Général-de-Gaulle 2 rue du Pont-Saugis                                             | 48° 38′ 53″ nord, 1° 31′ 56″ est                                  | « PA00097170 »                                                    | Inscrit                                                           | 1966                                                              | Maison de l'Obradorou Maison de Diane                                                                                                |
| Maison | Nogent-le-Roi                  | 2 rue du Général-de-Gaulle Rue de l'Église                                                   | 48° 38′ 53″ nord, 1° 31′ 59″ est                                  | « PA00097167 »                                                    | Inscrit                                                           | 1967                                                              | Maison |
| Maison de Blévy | Nogent-le-Roi                  | 49 faubourg Valmorin                                                                         | 48° 39′ 07″ nord, 1° 31′ 27″ est                                  | « PA00097171 »                                                    | Classé                                                            | 1914                                                              | Maison de Blévy |
| Abbaye Saint-Denis de Nogent-le-Rotrou (ancienne)                                                                                    | Nogent-le-Rotrou               |                                                                                              | 48° 18′ 59″ nord, 0° 48′ 55″ est                                  | « PA00097172 »                                                    | Inscrit                                                           | 1948                                                              | Abbaye Saint-Denis de Nogent-le-Rotrou (ancienne)                                                                                    |
| Château Saint-Jean de Nogent-le-Rotrou                                                                                               | Nogent-le-Rotrou               |                                                                                              | 48° 18′ 51″ nord, 0° 49′ 14″ est                                  | « PA00097173 »                                                    | Inscrit Classé                                                    | 1948 1952                                                         | Château Saint-Jean de Nogent-le-Rotrou                                                                                               |
| Maison du Bailli de Nogent-le-Rotrou (ancienne, actuellement collège Arsène-Meunier)                                                 | Nogent-le-Rotrou               | 47 rue Saint-Laurent                                                                         | 48° 18′ 59″ nord, 0° 49′ 01″ est                                  | « PA00097179 »                                                    | Classé                                                            | 1926                                                              | Maison du Bailli de Nogent-le-Rotrou(ancienne, actuellement collège Arsène-Meunier)                                                  |
| Église Notre-Dame de Nogent-le-Rotrou                                                                                                | Nogent-le-Rotrou               |                                                                                              | 48° 19′ 16″ nord, 0° 49′ 19″ est                                  | « PA00097174 »                                                    | Classé                                                            | 1907                                                              | Église Notre-Dame de Nogent-le-Rotrou                                                                                                |
| Église Saint-Hilaire de Nogent-le-Rotrou                                                                                             | Nogent-le-Rotrou               | Avenue du Maréchal-Foch                                                                      | 48° 19′ 27″ nord, 0° 48′ 45″ est                                  | « PA00097175 »                                                    | Classé                                                            | 2003                                                              | Église Saint-Hilaire de Nogent-le-Rotrou                                                                                             |
| Église Saint-Laurent de Nogent-le-Rotrou                                                                                             | Nogent-le-Rotrou               |                                                                                              | 48° 19′ 16″ nord, 0° 49′ 19″ est                                  | « PA00097176 »                                                    | Inscrit                                                           | 1927                                                              | Église Saint-Laurent de Nogent-le-Rotrou                                                                                             |
| Hôtel-Dieu, Nogent-le-Rotrou | Nogent-le-Rotrou               | Rue de Sully                                                                                 | 48° 19′ 13″ nord, 0° 49′ 21″ est                                  | « PA00097243 »                                                    | Inscrit                                                           | 1990                                                              | Hôtel-Dieu, Nogent-le-Rotrou |
| Maison | Nogent-le-Rotrou               | 3 rue Bourg-le-Comte                                                                         | 48° 18′ 57″ nord, 0° 49′ 07″ est                                  | « PA00097177 »                                                    | Inscrit                                                           | 1930                                                              | Image manquante Téléverser |
| Maison | Nogent-le-Rotrou               | 83 rue du Gouverneur                                                                         | 48° 18′ 57″ nord, 0° 49′ 13″ est                                  | « PA00097178 »                                                    | Inscrit                                                           | 1972                                                              | Maison |
| Maison Coulon | Nogent-le-Rotrou               | 5 rue du Pâty                                                                                | 48° 18′ 56″ nord, 0° 49′ 09″ est                                  | « PA00125354 »                                                    | Inscrit                                                           | 1993                                                              | Image manquante Téléverser |
| Manoir de la Grande Maison | Nogent-le-Rotrou               | 9 rue du Rhône                                                                               | 48° 18′ 52″ nord, 0° 49′ 03″ est                                  | « PA00097180 »                                                    | Inscrit                                                           | 1949                                                              | Manoir de la Grande Maison |
| Monument de Paul Deschanel | Nogent-le-Rotrou               | place Saint-Pol                                                                              | 48° 19′ 17″ nord, 0° 49′ 19″ est                                  | « PA28000061 »                                                    | Inscrit                                                           | 2025                                                              | Monument de Paul Deschanel |
| Abbaye du Bois | Nottonville                    |                                                                                              | 48° 07′ 22″ nord, 1° 29′ 47″ est                                  | « PA00097181 »                                                    | Classé                                                            | 1988                                                              | Abbaye du Bois |
| Château de la Brosse | Nottonville                    |                                                                                              | 48° 08′ 09″ nord, 1° 30′ 51″ est                                  | « PA00097244 »                                                    | Inscrit                                                           | 1990                                                              | Château de la Brosse |
| Ferme au pigeonnier d'Ollé | Ollé                           | Impasse du Colombier                                                                         | 48° 23′ 17″ nord, 1° 17′ 40″ est                                  | « PA00097182 »                                                    | Inscrit                                                           | 1971                                                              | Ferme au pigeonnier d'Ollé |
| Église Saint-Pierre d'Ormoy | Ormoy                          | Parcelle A 432                                                                               | 48° 37′ 10″ nord, 1° 28′ 23″ est                                  | « PA28000052 »                                                    | Inscrit                                                           | 2021 2022                                                         | Église Saint-Pierre d'Ormoy |
| Le_Grand_Moulin | Ouarville                      | D 334                                                                                        | 48° 21′ 12″ nord, 1° 45′ 39″ est                                  | « PA00097183 »                                                    | Classé                                                            | 1941                                                              | Le_Grand_Moulin |
| Canal de l'Eure Digue et écluses de Boizard                                                                                          | Pontgouin                      |                                                                                              | 48° 29′ 16″ nord, 1° 07′ 59″ est                                  | « PA00097185 »                                                    | Classé                                                            | 1910                                                              | Canal de l'EureDigue et écluses de Boizard                                                                                           |
| Château de la Rivière (Eure-et-Loir)                                                                                                 | Pontgouin                      | Hameau de la Rivière                                                                         | 48° 29′ 04″ nord, 1° 08′ 22″ est                                  | « PA00097186 »                                                    | Inscrit                                                           | 1987 2013                                                         | Château de la Rivière (Eure-et-Loir)                                                                                                 |
| Motte castrale de Prasville | Prasville                      |                                                                                              | 48° 15′ 44″ nord, 1° 42′ 55″ est                                  | « PA00097248 »                                                    | Inscrit Radié                                                     | 1991 2021                                                         | Motte castrale de Prasville |
| Église Saint-Denis de Prunay-le-Gillon                                                                                               | Prunay-le-Gillon               |                                                                                              | 48° 21′ 53″ nord, 1° 38′ 06″ est                                  | « PA00097187 »                                                    | Classé Inscrit                                                    | 1920 2010                                                         | Église Saint-Denis de Prunay-le-Gillon                                                                                               |
| | Romilly-sur-Aigre              | Voir liste des monuments historiques de Cloyes-les-Trois-Rivières                            | Voir liste des monuments historiques de Cloyes-les-Trois-Rivières | Voir liste des monuments historiques de Cloyes-les-Trois-Rivières | Voir liste des monuments historiques de Cloyes-les-Trois-Rivières | Voir liste des monuments historiques de Cloyes-les-Trois-Rivières | Voir liste des monuments historiques de Cloyes-les-Trois-Rivières                                                                    |
| Église Saint-Martin de Rouvres | Rouvres                        |                                                                                              | 48° 50′ 27″ nord, 1° 29′ 15″ est                                  | « PA00097261 »                                                    | Classé                                                            | 1992                                                              | Église Saint-Martin de Rouvres |
| Château de la Gadelière | Rueil-la-Gadelière             | Gadeliere                                                                                    | 48° 42′ 15″ nord, 0° 59′ 09″ est                                  | « PA00097250 »                                                    | Inscrit Inscrit                                                   | 1992 2016                                                         | Château de la Gadelière |
| Château de Rabestan | Saint-Avit-les-Guespières      |                                                                                              | 48° 16′ 34″ nord, 1° 16′ 27″ est                                  | « PA00097193 »                                                    | Inscrit                                                           | 1987                                                              | Image manquante Téléverser |
| Dolmen de Quincampoix | Saint-Avit-les-Guespières      |                                                                                              | 48° 15′ 37″ nord, 1° 17′ 22″ est                                  | « PA00097192 »                                                    | Classé                                                            | 1889                                                              | Dolmen de Quincampoix |
| Château de la Touche-Hersant | Saint-Denis-Lanneray           | 165 la Touche Hersant, Lanneray                                                              | 48° 04′ 39″ nord, 1° 12′ 20″ est                                  | « PA00097129 »                                                    | Inscrit                                                           | 1982                                                              | Image manquante Téléverser |
| Enceinte du bois des Goislardières et enceinte dite Le Camp Romain                                                                   | Saint-Denis-Lanneray           | Lanneray                                                                                     | 48° 05′ 43″ nord, 1° 15′ 08″ est                                  | « PA00097130 »                                                    | Inscrit                                                           | 1987                                                              | Image manquante Téléverser |
| Église Saint-Éman de Saint-Éman | Saint-Éman                     |                                                                                              | 48° 19′ 17″ nord, 1° 12′ 55″ est                                  | « PA00097194 »                                                    | Inscrit                                                           | 2022                                                              | Église Saint-Éman de Saint-Éman |
| Église Saint-Georges de Saint-Georges-sur-Eure                                                                                       | Saint-Georges-sur-Eure         |                                                                                              | 48° 25′ 06″ nord, 1° 21′ 12″ est                                  | « PA00097195 »                                                    | Inscrit                                                           | 1926                                                              | Église Saint-Georges de Saint-Georges-sur-Eure                                                                                       |
| Chapelle Saint-Hilaire des Noyers de Saint-Denis-d'Authou                                                                            | Saintigny                      | Saint-Denis-d'Authou                                                                         | 48° 20′ 43″ nord, 0° 57′ 07″ est                                  | « PA00135292 »                                                    | Inscrit                                                           | 1995                                                              | Chapelle Saint-Hilaire des Noyers de Saint-Denis-d'Authou                                                                            |
| Église Saint-André de Frétigny | Saintigny                      | Frétigny                                                                                     | 48° 22′ 23″ nord, 0° 58′ 11″ est                                  | « PA00097116 »                                                    | Classé                                                            | 2021                                                              | Église Saint-André de Frétigny |
| Chapelle Saint-Sulpice de Saint-Lubin-de-la-Haye                                                                                     | Saint-Lubin-de-la-Haye         |                                                                                              | 48° 49′ 26″ nord, 1° 33′ 19″ est                                  | « PA00097196 »                                                    | Inscrit                                                           | 1964                                                              | Chapelle Saint-Sulpice de Saint-Lubin-de-la-Haye                                                                                     |
| Église Saint-Lubin de Saint-Lubin-de-la-Haye                                                                                         | Saint-Lubin-de-la-Haye         |                                                                                              | 48° 49′ 11″ nord, 1° 34′ 15″ est                                  | « PA00097197 »                                                    | Classé                                                            | 1967                                                              | Église Saint-Lubin de Saint-Lubin-de-la-Haye                                                                                         |
| Château de Saint-Lubin-des-Joncherets                                                                                                | Saint-Lubin-des-Joncherets     |                                                                                              | 48° 46′ 04″ nord, 1° 12′ 04″ est                                  | « PA00097198 »                                                    | Inscrit                                                           | 1930                                                              | Château de Saint-Lubin-des-Joncherets                                                                                                |
| Église Saint-Lubin de Saint-Lubin-des-Joncherets                                                                                     | Saint-Lubin-des-Joncherets     |                                                                                              | 48° 46′ 03″ nord, 1° 12′ 02″ est                                  | « PA00097199 »                                                    | Classé                                                            | 1913                                                              | Église Saint-Lubin de Saint-Lubin-des-Joncherets                                                                                     |
| Château de Blanville | Saint-Luperce                  |                                                                                              | 48° 25′ 52″ nord, 1° 17′ 44″ est                                  | « PA00097200 »                                                    | Inscrit                                                           | 1969                                                              | Château de Blanville |
| Château de Mémillon (ancien) | Saint-Maur-sur-le-Loir         |                                                                                              | 48° 08′ 31″ nord, 1° 24′ 09″ est                                  | « PA00097201 »                                                    | Classé Inscrit                                                    | 1976                                                              | Château de Mémillon (ancien) |
| Église Saint-Ouen de Saint-Ouen-Marchefroy                                                                                           | Saint-Ouen-Marchefroy          |                                                                                              | 48° 50′ 48″ nord, 1° 31′ 34″ est                                  | « PA00097202 »                                                    | Inscrit                                                           | 1971                                                              | Église Saint-Ouen de Saint-Ouen-Marchefroy                                                                                           |
| Tour de l'Ascanne | Saint-Ouen-Marchefroy          |                                                                                              | 48° 51′ 39″ nord, 1° 31′ 40″ est                                  | « PA00097203 »                                                    | Inscrit                                                           | 1976                                                              | Image manquante Téléverser |
| Briqueterie Lambert | Saint-Piat                     | 15 rue de Dionval                                                                            | 48° 32′ 30″ nord, 1° 35′ 17″ est                                  | « PA28000005 »                                                    | Inscrit                                                           | 1999                                                              | Briqueterie Lambert |
| Maison | Saint-Piat                     | 11 rue de la République                                                                      | 48° 32′ 49″ nord, 1° 35′ 01″ est                                  | « PA00097204 »                                                    | Inscrit                                                           | 1928                                                              | Maison |
| Église Saint-Rémy de Saint-Rémy-sur-Avre                                                                                             | Saint-Rémy-sur-Avre            |                                                                                              | 48° 45′ 45″ nord, 1° 14′ 31″ est                                  | « PA00097205 »                                                    | Classé                                                            | 1930                                                              | Église Saint-Rémy de Saint-Rémy-sur-Avre                                                                                             |
| Motte médiévale du Plessis-Saint-Rémy                                                                                                | Saint-Rémy-sur-Avre            |                                                                                              | 48° 45′ 29″ nord, 1° 14′ 27″ est                                  | « PA00097206 »                                                    | Inscrit                                                           | 1986                                                              | Motte médiévale du Plessis-Saint-Rémy                                                                                                |
| Église Saint-Sauveur de Saint-Sauveur-Marville                                                                                       | Saint-Sauveur-Marville         |                                                                                              | 48° 35′ 45″ nord, 1° 16′ 55″ est                                  | « PA00097207 »                                                    | Inscrit                                                           | 1928 2014                                                         | Église Saint-Sauveur de Saint-Sauveur-Marville                                                                                       |
| Église Saint-Victor de Saint-Victor-de-Buthon                                                                                        | Saint-Victor-de-Buthon         |                                                                                              | 48° 24′ 36″ nord, 0° 58′ 08″ est                                  | « PA00097245 »                                                    | Inscrit                                                           | 1990                                                              | Église Saint-Victor de Saint-Victor-de-Buthon                                                                                        |
| Moulin à vent du Paradis | Sancheville                    |                                                                                              | 48° 11′ 24″ nord, 1° 34′ 11″ est                                  | « PA00097208 »                                                    | Inscrit                                                           | 1988                                                              | Moulin à vent du Paradis |
| Église Saint-Georges-et-Saint-Gilles de Santeuil                                                                                     | Santeuil                       |                                                                                              | 48° 23′ 14″ nord, 1° 44′ 03″ est                                  | « PA00097209 »                                                    | Classé                                                            | 1907                                                              | Église Saint-Georges-et-Saint-Gilles de Santeuil                                                                                     |
| Pont de la Bellassière | Saulnières                     |                                                                                              | 48° 39′ 42″ nord, 1° 16′ 57″ est                                  | « PA00125355 »                                                    | Inscrit                                                           | 1993                                                              | Pont de la Bellassière |
| Église Saint-Jean-Baptiste de Saumeray                                                                                               | Saumeray                       |                                                                                              | 48° 15′ 01″ nord, 1° 19′ 16″ est                                  | « PA00097210 »                                                    | Inscrit                                                           | 1971                                                              | Église Saint-Jean-Baptiste de Saumeray                                                                                               |
| Château de Senonches | Senonches                      |                                                                                              | 48° 33′ 33″ nord, 1° 02′ 17″ est                                  | « PA00097212 »                                                    | Classé Inscrit                                                    | 1923 1984                                                         | Château de Senonches |
| Cinéma l'Ambiance | Senonches                      | 8, 10 rue de Flandres-Dunkerque                                                              | 48° 33′ 42″ nord, 1° 01′ 58″ est                                  | « PA28000015 »                                                    | Inscrit                                                           | 2003                                                              | Cinéma l'Ambiance |
| École de Senonches (ancienne) | Senonches                      | 4 rue de Verdun                                                                              | 48° 33′ 38″ nord, 1° 02′ 01″ est                                  | « PA00097211 »                                                    | Inscrit                                                           | 1985                                                              | École de Senonches (ancienne) |
| Église Notre-Dame de Senonches | Senonches                      |                                                                                              | 48° 33′ 38″ nord, 1° 02′ 14″ est                                  | « PA00097213 »                                                    | Inscrit                                                           | 1927                                                              | Église Notre-Dame de Senonches |
| Château de Sorel | Sorel-Moussel                  |                                                                                              | 48° 49′ 52″ nord, 1° 21′ 50″ est                                  | « PA00097215 »                                                    | Classé                                                            | 1862                                                              | Château de Sorel |
| Dolmen et polissoir de la Ferme Brûlée                                                                                               | Sorel-Moussel                  | Lieu-dit la Ferme Brûlée (cad. D 871)                                                        | 48° 49′ 04″ nord, 1° 21′ 31″ est                                  | « PA00097216 »                                                    | Inscrit                                                           | 1951                                                              | Dolmen et polissoir de la Ferme Brûlée                                                                                               |
| Enceinte préhistorique du Fort-Harrouard                                                                                             | Sorel-Moussel                  |                                                                                              | 48° 49′ 21″ nord, 1° 21′ 52″ est                                  | « PA00097217 »                                                    | Classé                                                            | 1934                                                              | Enceinte préhistorique du Fort-Harrouard                                                                                             |
| Terrains Site archéologique | Sorel-Moussel                  | Lieu-dit la Vallée Moulin, la Ferme Brulée. (cad. D 1201 à 1205, 1206p)                      | 48° 49′ 21″ nord, 1° 21′ 52″ est                                  | « PA00097218 »                                                    | Classé                                                            | 1934                                                              | Image manquante Téléverser |
| Église Saint-Georges de Souancé-au-Perche                                                                                            | Souancé-au-Perche              |                                                                                              | 48° 16′ 05″ nord, 0° 51′ 20″ est                                  | « PA00097214 »                                                    | Inscrit                                                           | 1930 1935                                                         | Église Saint-Georges de Souancé-au-Perche                                                                                            |
| Château de Sours | Sours                          |                                                                                              | 48° 25′ 02″ nord, 1° 35′ 44″ est                                  | « PA00097219 »                                                    | Inscrit                                                           | 1987                                                              | Château de Sours |
| Château de Villepion | Terminiers                     |                                                                                              | 48° 06′ 28″ nord, 1° 42′ 28″ est                                  | « PA00097220 »                                                    | Inscrit                                                           | 1984                                                              | Château de Villepion |
| Église Saint-Blaise de Gâtelles | Thimert-Gâtelles               |                                                                                              | 48° 32′ 37″ nord, 1° 17′ 13″ est                                  | « PA00097221 »                                                    | Classé                                                            | 1921                                                              | Église Saint-Blaise de Gâtelles |
| Église Saint-Pierre de Thimert | Thimert-Gâtelles               |                                                                                              | 48° 34′ 07″ nord, 1° 15′ 10″ est                                  | « PA00097222 »                                                    | Classé                                                            | 2021                                                              | Église Saint-Pierre de Thimert |
| Abbaye de la Sainte-Trinité de Tiron                                                                                                 | Thiron-Gardais                 | Rue de l'Abbaye                                                                              | 48° 18′ 43″ nord, 0° 59′ 37″ est                                  | « PA00097223 »                                                    | Classé Inscrit                                                    | 1912 1962 2001 2020                                               | Abbaye de la Sainte-Trinité de Tiron                                                                                                 |
| Château de Champ-Romain | Thiville                       |                                                                                              | 48° 00′ 30″ nord, 1° 22′ 01″ est                                  | « PA00097224 »                                                    | Inscrit Classé                                                    | 1978 1993                                                         | Château de Champ-Romain |
| Château, jardin et parc de Villeprévost                                                                                              | Tillay-le-Péneux               |                                                                                              | 48° 09′ 03″ nord, 1° 44′ 56″ est                                  | « PA00097225 »                                                    | Inscrit                                                           | 1986                                                              | Château, jardin et parc de Villeprévost                                                                                              |
| Dolmen de la Pierre Godon | Tillay-le-Péneux               | Lieu-dit la Pierre Godon                                                                     | 48° 10′ 21″ nord, 1° 46′ 57″ est                                  | « PA00097226 »                                                    | Classé                                                            | 1979                                                              | Dolmen de la Pierre Godon |
| Tumulus de Menainville | Tillay-le-Péneux               | Lieu-dit les Quarante Mines des Closeaux                                                     | 48° 09′ 44″ nord, 1° 47′ 26″ est                                  | « PA00097227 »                                                    | Inscrit                                                           | 1980                                                              | Tumulus de Menainville |
| Église Saint-Denis de Toury | Toury                          |                                                                                              | 48° 11′ 45″ nord, 1° 56′ 17″ est                                  | « PA00097228 »                                                    | Classé                                                            | 1907                                                              | Église Saint-Denis de Toury |
| Église Saint-Blaise de Tréon | Tréon                          | Rue de l'Église                                                                              | 48° 40′ 31″ nord, 1° 19′ 03″ est                                  | « PA28000038 »                                                    | Inscrit                                                           | 2013                                                              | Église Saint-Blaise de Tréon |
| Château de Tremblay-les-Villages | Tremblay-les-Villages          |                                                                                              | 48° 36′ 02″ nord, 1° 23′ 11″ est                                  | « PA00097229 »                                                    | Inscrit                                                           | 1928                                                              | Château de Tremblay-les-Villages |
| Église Saint-Martin de Trizay-lès-Bonneval                                                                                           | Trizay-lès-Bonneval            |                                                                                              | 48° 12′ 02″ nord, 1° 20′ 01″ est                                  | « PA00097231 »                                                    | Inscrit                                                           | 1984                                                              | Église Saint-Martin de Trizay-lès-Bonneval                                                                                           |
| Dolmen Pierre de Villebon ou de Beaumont                                                                                             | Trizay-lès-Bonneval            | Près de la planche des maisons (cad. A 583)                                                  | 48° 12′ 08″ nord, 1° 21′ 06″ est                                  | « PA00097230 »                                                    | Classé                                                            | 1889                                                              | Dolmen Pierre de Villebon ou de Beaumont                                                                                             |
| Château de Courtalain | Vald'Yerre                     | Arrou                                                                                        | 48° 04′ 49″ nord, 1° 08′ 00″ est                                  | « PA00097246 »                                                    | Inscrit                                                           | 1991                                                              | Château de Courtalain |
| Tour de Bois-Ruffin (vestiges) | Vald'Yerre                     | Arrou                                                                                        | 48° 06′ 09″ nord, 1° 02′ 42″ est                                  | « PA00096959 »                                                    | Classé Inscrit                                                    | 1924 2024                                                         | Tour de Bois-Ruffin(vestiges) |
| Château de Villemesle | Vald'Yerre                     | Boisgasson                                                                                   | 48° 02′ 28″ nord, 1° 08′ 43″ est                                  | « PA00097249 »                                                    | Inscrit                                                           | 1992                                                              | Château de Villemesle |
| Croix de cimetière de Boisgasson | Vald'Yerre                     | Boisgasson                                                                                   | 48° 02′ 57″ nord, 1° 09′ 12″ est                                  | « PA00096973 »                                                    | Inscrit                                                           | 1971                                                              | Croix de cimetière de Boisgasson |
| Église Saint-Hilaire de Châtillon-en-Dunois                                                                                          | Vald'Yerre                     | Châtillon-en-Dunois                                                                          | 48° 06′ 58″ nord, 1° 11′ 08″ est                                  | « PA00097252 »                                                    | Classé                                                            | 1995                                                              | Église Saint-Hilaire de Châtillon-en-Dunois                                                                                          |
| Château de Courtalain | Vald'Yerre                     | Courtalain                                                                                   | 48° 04′ 49″ nord, 1° 08′ 00″ est                                  | « PA00097086 »                                                    | Inscrit                                                           | 1926 1991 1997                                                    | Château de Courtalain |
| Polissoir des Griffes du Diable | Vald'Yerre                     | Lieu-dit les Bordes, Courtalain                                                              | 48° 05′ 22″ nord, 1° 07′ 21″ est                                  | « PA00097087 »                                                    | Inscrit                                                           | 1987                                                              | Polissoir des Griffes du Diable |
| Église Saint-Pierre-et-Saint-Paul de Varize                                                                                          | Varize                         |                                                                                              | 48° 05′ 47″ nord, 1° 30′ 49″ est                                  | « PA00097232 »                                                    | Classé Inscrit                                                    | 1952 2018                                                         | Église Saint-Pierre-et-Saint-Paul de Varize                                                                                          |
| Abbaye Notre-Dame de l'Eau | Ver-lès-Chartres               | 24-26 rue de l'Abbaye de l'Eau                                                               | 48° 31′ 06″ nord, 1° 19′ 08″ est                                  | « PA28000039 »                                                    | Inscrit                                                           | 2014                                                              | Abbaye Notre-Dame de l'Eau |
| Église Notre-Dame de Vichères | Vichères                       |                                                                                              | 48° 16′ 07″ nord, 0° 54′ 44″ est                                  | « PA00097234 »                                                    | Inscrit                                                           | 1927                                                              | Église Notre-Dame de Vichères |
| Manoir de la Manorière | Vichères                       |                                                                                              | 48° 16′ 11″ nord, 0° 54′ 16″ est                                  | « PA00097235 »                                                    | Inscrit                                                           | 1927                                                              | Image manquante Téléverser |
| Château de Reverseaux | Les Villages Vovéens           | Rouvray-Saint-Florentin                                                                      | 48° 16′ 05″ nord, 1° 33′ 58″ est                                  | « PA00097191 »                                                    | Classé                                                            | 1966                                                              | Château de Reverseaux |
| Camp de Voves | Les Villages Vovéens           | Voves                                                                                        | 48° 15′ 51″ nord, 1° 37′ 38″ est                                  | « PA28000016 »                                                    | Inscrit                                                           | 2004                                                              | Camp de Voves |
| Église Saint-Jean de Villeau | Villeau                        |                                                                                              | 48° 14′ 27″ nord, 1° 35′ 55″ est                                  | « PA00097236 »                                                    | Classé                                                            | 1966                                                              | Église Saint-Jean de Villeau |
| Château de Villebon | Villebon                       |                                                                                              | 48° 23′ 27″ nord, 1° 12′ 25″ est                                  | « PA00097237 »                                                    | Classé Inscrit                                                    | 1927 1981                                                         | Château de Villebon |
| Église Saint-Pierre de Lutz-en-Dunois                                                                                                | Villemaury                     | Lutz-en-Dunois                                                                               | 48° 03′ 33″ nord, 1° 24′ 44″ est                                  | « PA00097140 »                                                    | Classé                                                            | 1944                                                              | Église Saint-Pierre de Lutz-en-Dunois                                                                                                |
| Dolmen de la Pierre Coquelée de Lutz-en-Dunois                                                                                       | Villemaury                     | Lieu-dit la Pierre Coquelée, Lutz-en-Dunois                                                  | 48° 05′ 27″ nord, 1° 26′ 01″ est                                  | « PA00097139 »                                                    | Inscrit                                                           | 1983                                                              | Dolmen de la Pierre Coquelée de Lutz-en-Dunois                                                                                       |
| Moulin à vent de Frouville-Pensier d'Ozoir-le-Breuil                                                                                 | Villemaury                     | Ozoir-le-Breuil                                                                              | 48° 01′ 05″ nord, 1° 26′ 58″ est                                  | « PA00097184 »                                                    | Inscrit                                                           | 1988                                                              | Moulin à vent de Frouville-Pensier d'Ozoir-le-Breuil                                                                                 |
| Église Saint-Maurice de Villemeux-sur-Eure                                                                                           | Villemeux-sur-Eure             |                                                                                              | 48° 40′ 29″ nord, 1° 27′ 44″ est                                  | « PA00097238 »                                                    | Classé                                                            | 1907                                                              | Église Saint-Maurice de Villemeux-sur-Eure                                                                                           |
| Église Notre-Dame d'Yèvres | Yèvres                         |                                                                                              | 48° 12′ 35″ nord, 1° 11′ 23″ est                                  | « PA00097239 »                                                    | Inscrit                                                           | 1988                                                              | Église Notre-Dame d'Yèvres |
| Église Saint-Georges d'Ymeray | Ymeray                         |                                                                                              | 48° 30′ 37″ nord, 1° 42′ 01″ est                                  | « PA00097240 »                                                    | Inscrit                                                           | 1987                                                              | Église Saint-Georges d'Ymeray |
| Menhir de Chantecoq ou Mère-aux-Cailles                                                                                              | Ymeray                         |                                                                                              | 48° 30′ 56″ nord, 1° 42′ 18″ est                                  | « PA00097241 »                                                    | Classé                                                            | 1909                                                              | Menhir de Chantecoq ou Mère-aux-Cailles                                                                                              |
| Moulin à vent d'Ymonville | Ymonville                      |                                                                                              | 48° 15′ 28″ nord, 1° 45′ 15″ est                                  | « PA00097242 »                                                    | Classé                                                            | 1988                                                              | Moulin à vent d'Ymonville |